# مارك فاريل (تنس)
مارك فاريل (بالإنجليزية: Mark Farrell)‏ مواليد 6 مايو 1953 في ليفربول، هو لاعب كرة مضرب بريطاني سابق وكان يلعب باليد اليسرى. أعلى تصنيف له في الفردي كان المركز الـ 120 في سنة 1974.

## النهائيات

### الزوجي المختلط: 1 (0–1)
| الحصيلة | الرقم | السنة | الدورة   | الشريك       | المنافس في النهائي          | النتيجة في النهائي |
| ------- | ----- | ----- | -------- | ------------ | --------------------------- | ------------------ |
| الوصافة | 1.    | 1974  | ويمبلدون | ليزلي تشارلز | أوين ديفيدسون بيلي جين كينغ | 3–6, 7–9           |

## روابط خارجية
- مارك فاريل على موقع رابطة محترفي التنس (الإنجليزية)
- مارك فاريل على موقع الاتحاد الدولي لكرة المضرب (الإنجليزية)
- مارك فاريل على موقع كأس ديفيز (الإنجليزية)
- مارك فاريل على موقع خلاصة التنس.كوم (الإنجليزية)